# Хасе, Хуан Карлос
Хуан Карлос Хасе (исп. Juan Carlos Hase; род. 24 апреля 1948, Буэнос-Айрес) — аргентинский шахматист, международный мастер (1982).
В составе сборной Аргентины участник 4-х Олимпиад (1972, 1978—1982).

## Изменения рейтинга
| Графики недоступны из-за технических проблем. См. информацию на Фабрикаторе и на mediawiki.org. |